# 궈즈젠
궈즈젠(郭志坚, 1971년 7월 21일 ~ )은 중화인민공화국의 앵커로 중국중앙텔레비전에서 19시에 방송하는 뉴스 신문연파 진행으로 잘 알려져있다. 허베이성 장가구 쉬안화 구에서 태어나 1992년 중국전매대학에서 방송학 전공으로 졸업하고 베이징 텔레비전에 취직했다. 1998년 중국중앙텔레비전로 이직했으며 2007년부터 신문연파를 진행하고 있다.